# Football Alliance 1890-91
Football Alliance 1890–1891 là mùa giải thứ hai của Football Alliance, một giải đấu bóng đá được tổ chức tại Anh được coi là đối thủ của The Football League, giải đấu bắt đầu khởi tranh từ mùa 1888–89.
Stoke gia nhập Alliance mùa giải này sau khi bị rớt khỏi Football League cuối mùa giải trước đó và lên ngôi vô địch ở vòng đấu áp chót vào ngày 4 tháng Tư. Đội vô địch mùa giải trước đó The Wednesday kết thúc ở vị trí cuối bảng sau khi để thua mười ba trận trong một mùa giải tồi tệ.  Thậm chí chiến thắng 4–2 (3–0 hết hiệp một) trên sân nhà trước đội á quân Sunderland Albion ở vòng đấu cuối cũng không thể giúp Wednesday bước chân ra khỏi vị trí cuối bảng.
Kết thúc mùa giải đó Stoke được lựa chọn trở lại Football League cùng với đội xếp thứ 6 Darwen, trong khi đó Sunderland Albion rời bỏ để gia nhập Northern League.

## Bảng xếp hạng chung cuộc
| Hạng | Đội                    | Tr |  | T  | H | B  | BT | BB | HS   |  | Điểm |
| ---- | ---------------------- | -- |  | -- | - | -- | -- | -- | ---- |  | ---- |
| 1    | Stoke                  | 22 |  | 13 | 7 | 2  | 57 | 39 | + 18 |  | 33   |
| 2    | Sunderland Albion      | 22 |  | 12 | 6 | 4  | 69 | 28 | + 41 |  | 30   |
| 3    | Grimsby Town           | 22 |  | 11 | 5 | 6  | 43 | 27 | + 16 |  | 27   |
| 4    | Birmingham St George's | 22 |  | 12 | 2 | 8  | 64 | 62 | + 2  |  | 26   |
| 5    | Nottingham Forest      | 22 |  | 9  | 7 | 6  | 66 | 39 | + 27 |  | 25   |
| 6    | Darwen                 | 22 |  | 10 | 3 | 9  | 64 | 59 | + 5  |  | 23   |
| 7    | Walsall Town Swifts    | 22 |  | 9  | 3 | 10 | 34 | 61 | – 17 |  | 21   |
| 8    | Crewe Alexandra        | 22 |  | 8  | 4 | 10 | 59 | 67 | – 8  |  | 20   |
| 9    | Newton Heath           | 22 |  | 7  | 3 | 12 | 37 | 55 | – 18 |  | 17   |
| 10   | Small Heath            | 22 |  | 7  | 2 | 13 | 58 | 66 | – 8  |  | 16   |
| 11   | Bootle                 | 22 |  | 3  | 7 | 12 | 40 | 61 | – 21 |  | 13   |
| 12   | The Wednesday          | 22 |  | 4  | 5 | 13 | 39 | 66 | – 27 |  | 13   |

Tr = Trận; T = Thắng; H = Hòa; B = Thua; BT = Bàn thắng; BB = Bàn thua;
HS = Hiệu số
| Chú thích |                                                              |
| --------- | ------------------------------------------------------------ |
|           | Vô địch Football Alliance, được lựa chọn cho Football League |
|           | Được lựa chọn cho Football League (xem Stoke và Darwen)      |
|           | Câu lạc bộ mới tại Alliance (xem Stoke)                      |
|           | Giải tán hoặc rời giải đấu                                   |

## Kết quả
Các kết quả dưới đây chỉ của The Wednesday, Newton Heath, Small Heath,Stoke City và Nottingham Forest.
Các kết quả đã được kiểm tra và không có sự khác biệt được tìm ra. Các kết quả khác được thêm vào khi được tìm thấy.
| S.nhà ╲ S.khách        | BSG | BOO | CRE | DRW | GRI | NWH | NOT | SMH | STK | SUA | WAL  | WED |
| Birmingham St George's |     | 5–1 | 4–2 | 1–0 | 2–0 | 6–1 | 6–3 | 5–4 | 5–2 | 1–4 | 1–2  | 5–3 |
| Bootle                 | 4–4 |     | 1–1 | 0–1 | 0–0 | 5–0 | 1–5 | 1–1 | 2–2 | 3–3 | 6–1  | 5–0 |
| Crewe Alexandra        | 1–4 | 8–3 |     | 2–1 | 4–3 | 0–1 | 0–7 | 6–2 | 2–4 | 2–2 | 1–2  | 2–0 |
| Darwen                 | 5–2 | 3–1 | 1–3 |     | 1–1 | 2–1 | 4–4 | 5–3 | 3–3 | 5–1 | 9–0  | 7–1 |
| Grimsby Town           | 5–2 | 1–0 | 3–3 | 4–1 |     | 3–1 | 3–0 | 3–1 | 1–1 | 2–0 | 3–0  | 3–0 |
| Newton Heath           | 1–3 | 2–1 | 6–3 | 4–2 | 3–1 |     | 1–1 | 3–1 | 0–1 | 1–5 | 3–3  | 1–1 |
| Nottingham Forest      | 4–0 | 7–0 | 5–2 | 5–2 | 1–1 | 8–2 |     | 4–5 | 2–2 | 1–1 | 2–0  | 0–0 |
| Small Heath            | 1–4 | 7–1 | 4–3 | 3–4 | 1–2 | 2–1 | 4–2 |     | 5–1 | 0–3 | 0–1  | 7–1 |
| Stoke                  | 6–3 | 2–1 | 2–2 | 6–2 | 2–1 | 2–1 | 2–1 | 4–2 |     | 1–1 | 1–0  | 5–1 |
| Sunderland Albion      | 8–0 | 4–1 | 7–0 | 5–0 | 2–1 | 2–1 | 0–0 | 4–0 | 1–1 |     | 11–1 | 3–1 |
| Walsall Town Swifts    | 1–1 | 3–2 | 1–6 | 2–3 | 0–1 | 2–1 | 3–2 | 5–2 | 1–3 | 2–0 |      | 2–1 |
| The Wednesday          | 4–0 | 1–1 | 4–6 | 7–3 | 2–1 | 1–2 | 0–2 | 3–3 | 2–4 | 4–2 | 2–2  |     |

Nguồn: 
1 ^ Đội chủ nhà được liệt kê ở cột bên tay trái.
Màu sắc: Xanh = Chủ nhà thắng; Vàng = Hòa; Đỏ = Đội khách thắng.

## Lựa chọn cho Football League
Các đội của Football League được tăng thêm hai cho mùa giải 1891–92. Thêm vào đó bốn đội League tìm kiếm việc tái lựa chọn lại, sáu câu lạc bộ non-league (năm đến từ Football Alliance) cũng tìm kiếm việc trở thành thành viên League. Kết quả biểu quyết như sau:
| Đội                  | Số phiếu | Kết quả                        |
| -------------------- | -------- | ------------------------------ |
| Accrington           | 8        | Được tái lựa chọn cho League   |
| Aston Villa          | 8        | Được tái lựa chọn cho League   |
| Darwen               | 7        | Được lựa chọn cho League       |
| Stoke                | 7        | Được lựa chọn cho League       |
| Derby County         | 6        | Được tái lựa chọn cho League   |
| West Bromwich Albion | 6        | Được tái lựa chọn cho League   |
| Ardwick              | 4        | Không được lựa chọn cho League |
| Nottingham Forest    | 1        | Không được lựa chọn cho League |
| Sunderland Albion    | 1        | Không được lựa chọn cho League |
| Newton Heath         | 0        | Không được lựa chọn cho League |